# مايك هولكومب
مايك هولكومب (بالإنجليزية: Mike Holcomb)‏ هو مغني أمريكي، ولد في 2 فبراير 1954 في مقاطعة بيكينز في الولايات المتحدة.

## روابط خارجية
- مايك هولكومب على موقع ميوزك برينز (الإنجليزية)
- مايك هولكومب على موقع ديسكوغز (الإنجليزية)